# ساختمان کونوکو فیلیپس
ساختمان کونوکو فیلیپس، (به انگلیسی: Conoco-Phillips Building) آسمان‌خراش ۲۲ طبقه به ارتفاع ۹۰٫۲ متر، با کاربری اداری-تجاری است، که در شهر انکوریج، آلاسکا مستقر می‌باشد. پروژه ساخت این ساختمان در سال ۱۹۸۳ تکمیل شد و ساختمان کونوکو فیلیپس افتتاح گردید. دفاتر اداری شرکت‌های کونوکو فیلیپس، شرکت بیمه عمر نیویورک و کی‌پی‌ام‌جی در این ساختمان مستقر می‌باشند.